# Tichá
Tichá – gmina w Czechach, w powiecie Nowy Jiczyn, w kraju morawsko-śląskim. Według danych z dnia 1 stycznia 2012 liczyła 1719 mieszkańców.
Miejscowość powstała jeszcze w XIII wieku, a pierwsza pisemna wzmianka pochodzi z 1359. W 1510 wybudowano tu drewniany kościół św. Mikołaja, który spłonął w 1964.